# Katastrofa lotu Swissair 316
Katastrofa lotu Swissair 316 – katastrofa lotnicza, która wydarzyła się 7 października 1979 roku na terenie portu lotniczego Elliniko w Atenach, stolicy Grecji. Douglas DC-8 linii Swissair wyjechał poza pas startowy podczas lądowania i stanął w płomieniach, w wypadku zginęło 14 osób.

## Przebieg wypadku
Samolotem, który uległ wypadkowi był wyprodukowany w 1967 roku Douglas DC-8 należący do narodowych linii lotniczych Szwajcarii Swissair, posiadający numery rejestracyjne HB-IDE. Tego dnia realizował lot na trasie Zurych-Genewa-Ateny-Mumbaj-Pekin. Załoga składała się z dwóch pilotów - kapitana Fritza Schmutza i pierwszego oficera Martina Doeringera. Samolot podchodził do lądowania na pasie startowym nr 15L lotniska Atenach z prędkością 146 węzłów. Po przyziemieniu piloci, mimo prób, nie mogli zatrzymać rozpędzonego odrzutowca, który wyjechał poza drogę startową. Lewe skrzydło i ogon oddzieliły się od reszty kadłuba, który zatrzymał się na drodze za lotniskiem i stanął w ogniu. Spośród 142 pasażerów na pokładzie zginęło 14 osób. Podczas wypadku zniszczony został ładunek diamentów lecący do Mumbaju warty około 2 miliony dolarów.

## Przyczyny
Za przyczynę wypadku uznano błąd pilotów, którzy podchodzili do lądowania ze zbyt dużą prędkością. Samolot wylądował również zdecydowanie za daleko od progu pasa, do tego załoga nie użyła odpowiednio hamulców oraz odwracaczy ciągu. Piloci zostali oskarżeni przez greckie władze o zabójstwo, zaniedbania i wywołanie poważnych obrażeń fizycznych.